# Hiệp hội phê bình phim Dallas–Fort Worth
Hiệp hội phê bình phim Dallas–Fort Worth (DFWFCA) (tên gốc tiếng Anh: Dallas–Fort Worth Film Critics Association) là một tổ chức bao gồm 31 nhà báo từ các ấn phẩm báo in, radio/truyền hình và internet của Vùng đô thị phức hợp Dallas–Fort Worth. Các hội viên hiện tại bao gồm Robert Wilonsky và Chris Vognar từ tờ The Dallas Morning News, Preston Barta của tờ Denton Record-Chronicle, Chase Whale từ trang Film Threat và Peter Simek từ tạp chí D Magazine. Tháng 12 hàng năm, các hội viên DFWFCA sẽ gặp mặt và đưa phiếu bầu cho Giải thưởng của Hiệp hội phê bình phim Dallas–Fort Worth cho các phim điện ảnh phát hành trong năm đó.